# Nära dej
Nära dej är det nionde studioalbumet av Björn Afzelius. Albumet släpptes 1994.

## Låtlista
Text och musik av Björn Afzelius, om inget annat anges.
1. "Tvivlaren"
2. "Skyll inte på mej (Bofors)" (Mikael Wiehe)
3. "Nära dej" (Text: Björn Afzelius; musik: Juan Luis Guerra)
4. "Nitton år" (Originaltext och musik: Karl Erik Pedersen; svensk text: Björn Afzelius)
5. "Du"
6. "När tingen börjar klarna" (Tomas Forssell)
7. "Galakväll"
8. "I drömmarnas värld"
9. "Hög tid"
10. "Tre gåvor" (Text: Björn Afzelius och Miguel Hernández; musik: trad. Spanien)
11. "Jag går med dej"

## Musiker
- Björn Afzelius - sång, gitarr
- Bernt Andersson - dragspel
- Staffan Astner - gitarr, dobro
- Lars Harry Danielsson - bas
- Anders Hagberg - flöjt
- Per Hedtjärn - slagverk, percussion
- Magnus Johansson - trumpet
- Per Lindvall - trummor, slagverk, percussion
- Olle Nyberg - keyboard, sång
- Anders Olsson - kontrabas ("I drömmarnas värld")
- Kai Sundquist - saxofon
- Jessica Wimert - sång

## Listplaceringar
| Lista (1994) | Topplacering |
| ------------ | ------------ |
| Sverige      | 30           |

### Fotnoter
1. ↑  ”Nära dej”. Svensk filmdatabas. http://smdb.kb.se/catalog/search?q=Afzelius+N%C3%A4ra+dej&sort=OLDEST. Läst 13 januari 2013.
2. ↑  Placeringar på den svenska albumlistan